# Wilhelm Holtz

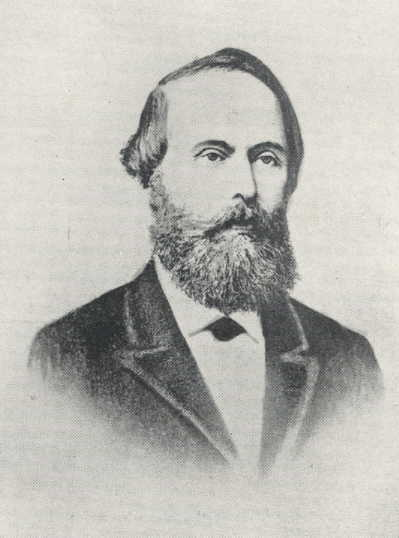
Wilhelm Holtz

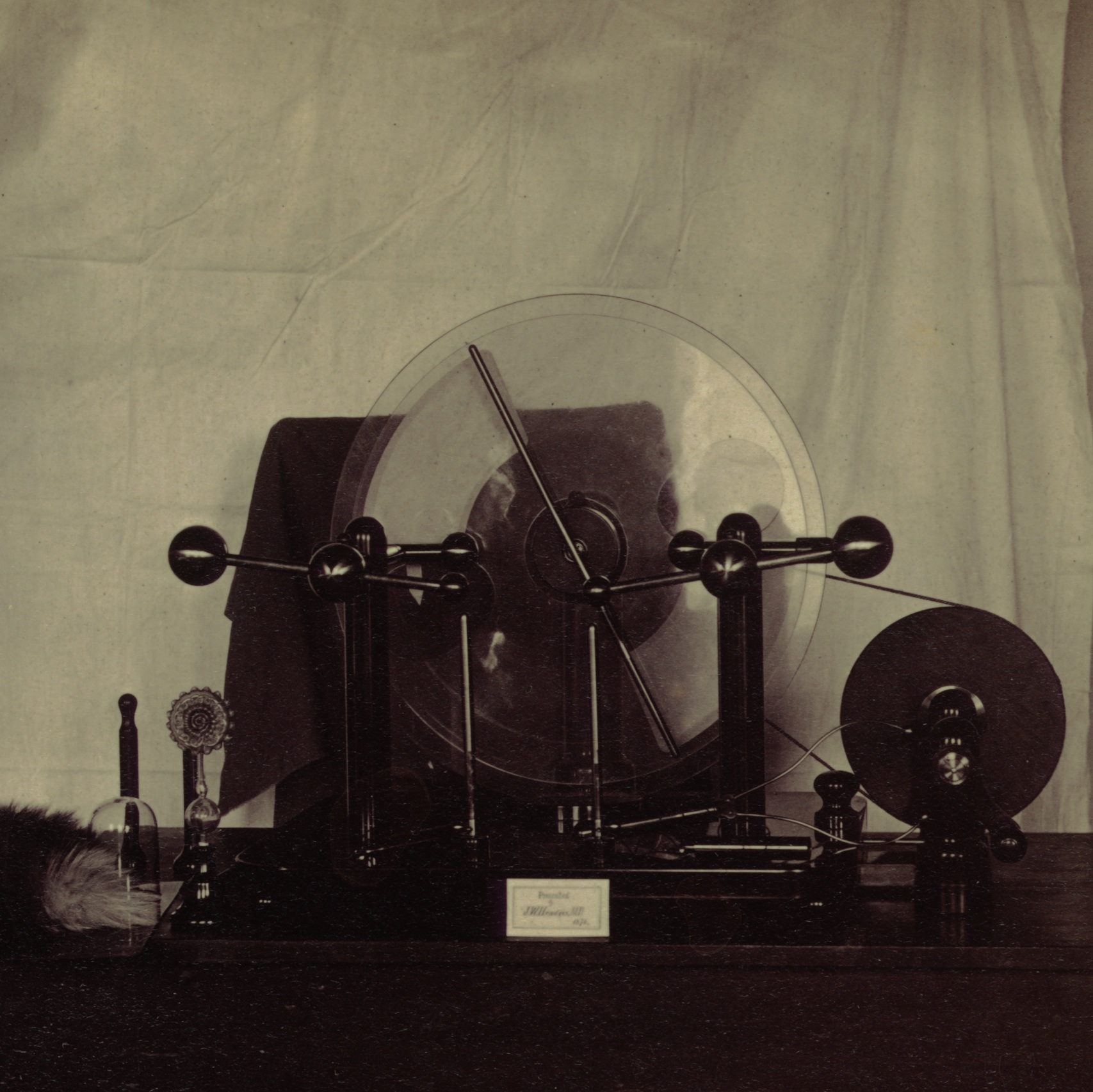
Holtzmaschine

Wilhelm Holtz (* 15. Oktober 1836 in Saatel bei Barth; † 27. September 1913 in Greifswald) war ein deutscher Physiker und Erfinder der nach ihm benannten Holtzmaschine.

## Leben
Wilhelm Holtz war der sechste Sohn des Rittergutsbesitzers Adolf Christian Ludwig Holtz (* 15. Juni 1797 in Suckow bei Güstrow, † 8. Mai 1838 auf Saatel) und dessen Ehefrau Regina Ilsabe Lübke (* 1798 als Tochter des Mühlenbesitzers Andreas Lübke aus Stralsund, † 30. November 1869).
Er studierte zwischen 1857 und 1862 in Berlin, Dijon und Edinburgh Physik und andere Naturwissenschaften. Anschließend beschäftigte er sich in Berlin insbesondere mit Experimenten zur Elektrizität.
1865 erfand Holtz die nach ihm benannte Influenzelektrisiermaschine. Nach einigen weiteren in diesen Bereich gehörenden Entdeckungen zwang ihn ein Nervenleiden für längere Zeit, seine wissenschaftliche Arbeit vorerst abzubrechen.
Holtz erfand die Ventil- oder Doppeltrichterröhre, bei der der Elektronenstrom je nach Polung der Anschlussspannung nur durch den einen oder anderen Kanal der Röhre fließt. Diese Röhre war die Erste zur Gleichrichtung von Elektrizität und ist die Basis für die Gleichrichterröhre nach Graetz.
1869 wurde er an der Universität Halle promoviert und erhielt später eine Stelle als Assistent an der Universität Greifswald und befasste sich besonders mit der Theorie der Blitzgefahr und der Blitzableiter. Hier habilitierte sich Holtz 1881 und arbeitete als Privatdozent, ehe er 1884 zum Professor für Physik ernannt wurde.
Wilhelm Holtz wurde 1910 emeritiert und starb am 27. September 1913 in Greifswald.

## Schriften
- Über Theorie, Anlage und Prüfung der Blitzableiter. Bamberg, Greifswald 1878. (Digitalisat)
- Über die Zunahme der Blitzgefahr und ihre möglichen Ursachen. Kunike, Greifswald 1880. (Digitalisat)